# Patt, Småland
Patt är en sjö i Västerviks kommun i Småland och ingår i Storån-Botorpsströmmens kustområde. Sjön har en area på 0,0967 kvadratkilometer och ligger 88,3 meter över havet.

## Delavrinningsområde
Patt ingår i det delavrinningsområde (643257-151996) som SMHI kallar för Inloppet i Stora Vrången. Medelhöjden är 120 meter över havet och ytan är 32,85 kvadratkilometer. Räknas de 2 avrinningsområdena uppströms in blir den ackumulerade arean 51,43 kvadratkilometer. Avrinningsområdets utflöde Loftaån (Sedingsjöån) mynnar i havet. Avrinningsområdet består mestadels av skog (79 procent). Avrinningsområdet har 1,22 kvadratkilometer vattenytor vilket ger det en sjöprocent på 3,7 procent.